# あさかホスピタル
社会医療法人あさかホスピタル（しゃかいいりょうほうじんあさかホスピタル）は、福島県郡山市にある医療機関。社会医療法人あさかホスピタルの病院（精神科病院）である。あさかホスピタルグループの中核を為す。精神科領域を専門とする医療機関の中では福島県内有数の規模を有する病院のひとつである。「愛情、奉仕、和、進歩」を病院の基本理念とし、OTP「Optimal Treatment Project（統合型地域精神科治療プログラム）」を導入している。慶應義塾大学、東邦大学、福島県立医科大学の関連病院であり、各大学から医師が派遣されている。
医療機関コードは、0311184である。

## 沿革
- 1963年（昭和38年）3月 - 安積保養園開設（開設者 佐久間有寿）。精神科・神経科・内科（89床）[4]。
- 1964年（昭和39年）10月 - 佐久間内科神経科医院開設（郡山市清水台）[4]。
- 1971年（昭和46年）11月 - 603床に増床[4]。
- 1978年（昭和53年）
  - 5月 - 社会福祉法人安積福祉会特別養護老人ホーム「安積千寿園」開設（50床）。
  - 8月 - 附属笹川病院（102床）開設[4]
- 1979年（昭和54年）12月 - 本館竣工[4]。
- 1991年（平成3年）3月 - 併設老人保健施設「啓寿園」開設（100床）[4]。
- 1998年（平成10年）
  - 2月 - 精神障害者社会復帰施設　福祉ホーム「希望’98」開設。
  - 10月 - 作業療法開設[4]。
- 1999年（平成11年）
  - 4月 - 「あさかホームケアーズ」開設（在宅機能複合施設）[4]。
  - 5月 - A棟竣工（4病棟）「脳ドック」開設。病院名改称。本院「あさかホスピタル」（581床）、「ささがわホスピタル」（102床）、さくまクリニック[4]。
  - 9月 - 重度痴呆疾患患者デイ・ケア開設[4]。
  - 12月 - B棟・本館1F・本館2Fをそれぞれ改修[4]。
- 2000年（平成12年）
  - 2月 - 精神科デイケア（大規模）開設[4]。
  - 6月 - 老人性痴呆疾患治療病棟「ふじ病棟」（53床）開設[4]。
- 2002年（平成14年）
  - 4月 - 前月のささがわホスピタル閉院（社会復帰施設への転換のため）に伴い、精神障がい者地域生活支援センター「NPO法人アイ・キャン」開設。共同住居「ささがわヴィレッジ」開所[5]。
  - 4月 - 精神科デイナイトケア開設[5]。
  - 6月 - 施設基準「精神療養病棟1」取得[5]
  - 10月 - 財団法人日本医療機能評価機構病院機能評価「精神病棟B」認定[5]。
  - 10月 - 「人工透析室」開設[5]。
- 2003年（平成15年）
  - 7月 - 施設基準「理学療法3」取得[5]。
  - 11月 - 「精神科急性期治療病棟施設基準1」取得[5]。
- 2005年（平成17年）
  - 8月 - 本院病床数、571床に減[5]。
  - 10月 - 「認知症専門棟施設基準」取得[5]。
  - 11月 - 施設基準「特殊疾患療養病棟2」取得。
- 2006年（平成18年）4月 - 「安積地域包括支援センター」開設（郡山市より事業委託）[6]、「安積介護予防支援事業所」運営開始[5]。
- 2007年（平成19年）10月 - 財団法人日本医療機能評価機構Ver.5認定[5]。
- 2010年（平成22年）4月 - 施設基準「精神科救急病棟1」取得[5]。
- 2013年（平成25年）2月 - 本院病床数、541床に減[7]。
- 2014年（平成26年）9月 - 本院病床数、495床に減[7]。
- 2017年（平成29年)  11月 - 医療法人社団から社会医療法人に法人形態を移行し、法人名を「社会医療法人あさかホスピタル」に変更[7]。
- 2020年（令和2年）9月 - 本院病床数、470床に減[7]。

## 診療科
- 総合心療科（精神科・心療内科）
  - 精神・神経科
  - 精神科救急（スーパー救急）
  - 子どもの心外来
  - もの忘れ外来
  - 特殊外来
- 内科
- 小児科
- 脳神経外科
- 歯科

## 看護体系及び施設基準
- 精神病棟入院基本料 15対1
- 看護補助 50対1
- 精神科救急病棟1
- 精神科急性期治療病棟1
- 精神療養病棟
- 認知症治療病棟1
- 特殊疾患病棟2
- 特殊疾患入院施設管理加算
- 精神科作業療法
- 精神科デイケア（大規模）
- 精神科ショートケア（大規模）
- 精神科デイナイトケア
- 精神科ナイトケア
- 重度認知症患者デイケア

ほか

## 病棟
- 本館（4F「さつき」合併症病棟 51床、5F「ききょう」老年期病棟40床）
- A棟（2F「しゃくなげ」急性期病棟 50床、3F「ふじ」老年期病棟 50床、4F「ひまわり」回復期病棟 50床、5F「ノーチェ」ストレスケア病棟 50床）
- B棟（2F「さくら」老年期病棟 60床、3F「うめ」回復期病棟 50床、4F「きく」回復期病棟 50床」
- C棟（1F及び2F「まつ」回復期病棟 60床）
- D棟（2F「プレッソ」アキュートケアユニット 全個室30床、3F「クオーレ」ストレスケアユニット 全個室30床）

## 医療機関の指定等
- 保険医療機関
- 高齢者の医療の確保に関する法律（昭和57年法律第80号）第7条第1項に規定する医療保険各法及び同法に基づく療養等の給付の対象とならない医療並びに公費負担医療を行わない医療機関
- 労災保険指定医療機関
- 指定自立支援医療機関（更生医療・精神通院医療）
- 臨床研修指定病院
- 精神保健指定医の配置されている医療機関
- 精神保健及び精神障害者福祉に関する法律（昭和25年法律第123号）に基づく指定病院又は応急入院指定病院
- 生活保護法指定医療機関
- 医療保護施設
- 戦傷病者特別援護法指定医療機関

## 院内施設
- カフェチルコロ
- アロマテラピーエルバ
- 美容室ユアーズ　オレンジノーツ
- ヤマザキショップあさかホスピタル店
- 東邦銀行郡山支店　安積保養園出張所（ATMのみ）

## グループ法人及び関連施設
- 社会医療法人あさかホスピタル
- 有限会社アサカサービスセンター「あさかストレスケアセンター」
- 社会福祉法人安積福祉会
- 安積地域包括支援センター
- 安積介護予防支援事業所
- さくまメンタルクリニック（郡山市中町7番16号 安積野ビル3F）
- 社会福祉法人安積愛育園（郡山市安積町笹川字経坦28番地）
- NPO法人アイ・キャン（郡山市安積四丁目3番地の1）
- 介護老人保健施設「啓寿園」（郡山市安積町笹川字経坦31番地）
- あさかホームケアーズ　（郡山市安積町笹川字目光池西6番地の1）
- 障がい者支援施設「あさかあすなろ荘」（郡山市安積町大森町70番地の1）
- 地域生活サポートセンター「パッソ」（郡山市安積町笹川字四角坦54番地の3）
- 多機能支援センター「ビーポ」（本宮市和田字戸ノ内321番地）
- 児童デイサービス・日中一時支援事業所「パローネ」（郡山市小原田三丁目11番11号）
- 介護老人福祉施設「カーサ・ミッレ」（郡山市安積町笹川字西宿77番地）
- 介護老人福祉施設「しらさわ有寿園」（本宮市和田字戸ノ内158番地の3）
- 介護付有料老人ホーム「カーサ・ヴェッキオ」（郡山市安積町笹川字関谷田3番地の6）
- Kふぁーむ（本宮市和田字戸ノ内158番地の1）
- 地域交流施設・農場レストラン「SAGRA－サグラ－」（本宮市和田字戸ノ内158番地の8）

## 周辺
- 福島県道17号郡山停車場線（旧国道4号）
- 国道4号あさか野バイパス
- 福島県道109号安積長沼線
- 福島県立あぶくま支援学校安積分校（本院に隣接）
- セブンイレブン郡山笹川店
- 第一貨物郡山支店
- ダスキン安積支店
- 福島日野自動車本社
- 日本調理技術専門学校

## 交通アクセス
- 病院送迎バス（本院 - 郡山駅、本院 - 須賀川駅）
- 福島交通路線バス「郡山 - 須賀川」線「西笹川」バス停留所下車、徒歩5分。
- JR東日本東北本線安積永盛駅下車、徒歩25分。